# Distretto di Nong Saeng (Saraburi)
Il distretto di Nong Saeng (in thailandese: หนองแซง) è un distretto (amphoe) della Thailandia, situato nella provincia di Saraburi.